# Dasyurus spartacus
Dasyurus spartacus is een roofbuideldier uit het geslacht der buidelmarters (Dasyurus). De wetenschappelijke naam van de soort werd voor het eerst geldig gepubliceerd door Steven Van Dyck in 1987.

## Kenmerken
D. spartacus is het grootste inheemse roofdier van Nieuw-Guinea. De haren van de staart zijn relatief langer en de duim is relatief korter dan bij de andere Nieuw-Guinese buidelmarter, de Nieuw-Guinese gevlekte buidelmarter (D. albopunctatus). De kop-romplengte bedraagt 305 tot 380 mm, de staartlengte 250 tot 285 mm, de achtervoetlengte 54 tot 55 mm en het gewicht 30 tot 41 g.

## Verspreiding
Deze soort komt voor ten zuiden van de Fly River in de omgeving van Morehead in Western Province (Zuidwest-Papoea-Nieuw-Guinea) en mogelijk ook in het nationale park Wasur in het nabijgelegen Indonesië. Deze soort leeft in savanne.

## Soortenbeschrijving
Deze populatie werd oorspronkelijk geïdentificeerd als de zwartstaartbuidelmarter (D. geoffroii), een Australische soort, en pas later als een aparte soort herkend. Er zijn slechts vijf exemplaren bekend.
Nieuw-Guinese gevlekte buidelmarter (Dasyurus albopunctatus) · Dasyurus dunmalli† · Zwartstaartbuidelmarter (Dasyurus geoffroii) · Dwergbuidelmarter (Dasyurus hallucatus) · Grote buidelmarter (Dasyurus maculatus) · Dasyurus spartacus · Gevlekte buidelmarter (Dasyurus viverrinus)